# Miss Mundo 1979

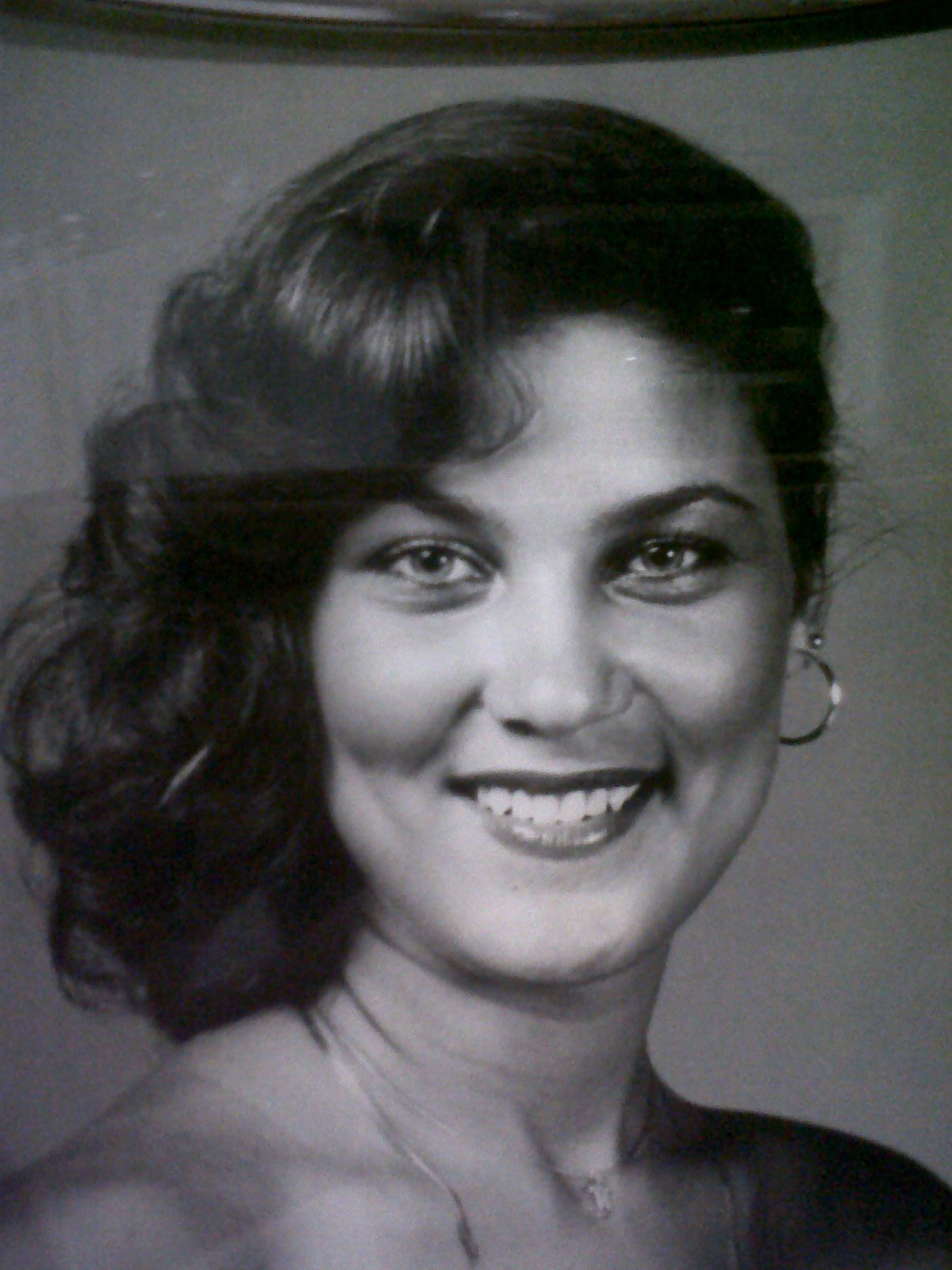
Uma das competidoras para Miss Mundo de 1979,ela perdeu

O 29º Concurso Miss Mundo aconteceu em 15 de novembro de 1979 no Royal Albert Hall em Londres, Reino Unido. A ganhadora foi Gina Swaison, das Bermudas.